# Toxocara malaysiensis
Toxocara malaysiensis (Gibbons et al., 2001) je druh škrkavkovité hlístice z rodu Toxocara, parazitující u koček a kočkovitých šelem v Asii. Druh byl objeven a popsán poprvé v roce 2001 u koček v Malajsii. V roce 2006, byla T. malaysiensis na základě analýzy ribosomální DNA identifikována také u koček v jižní oblastech Číny. Škrkavka T. malaysiensis parazituje stejně jako příbuzný druh Toxocara canis ve střevech definitivního hostitele, kde se živí tráveninou. Dosud nebylo zjištěno, zda může tento druh infikovat i člověka.